# Brett Dutton
Brett Allan Dutton (18 de noviembre de 1966) es un deportista australiano que compitió en ciclismo en la modalidad de pista, especialista en la prueba de persecución por equipos.
Participó en los Juegos Olímpicos de Seúl 1988, obteniendo una medalla de bronce en la prueba de persecución por equipos (junto con Wayne McCarney, Stephen McGlede y Dean Woods).

## Medallero internacional
| Juegos Olímpicos | Juegos Olímpicos     | Juegos Olímpicos  | Juegos Olímpicos        |
| Año              | Lugar                | Medalla           | Competición             |
| ---------------- | -------------------- | ----------------- | ----------------------- |
| 1988             | Seúl (Corea del Sur) | Medalla de bronce | Persecución por equipos |